# Cidade do Sol (filme)
Cidade do Sol é um filme brasileiro de 2015, do gênero drama de guerra, dirigido e roteirizado por Guto Aeraphe. 
O filme é narrado em flash-back pela jornalista Rachel Clarke (Cinara Diniz), que conta a história do sargento Max (Breno de Filippo) e seus soldados durante ação do Exército Brasileiro no Haiti pela MINUSTAH.
O filme, lançado também como websérie, foi premiado no Rio WebFest (Rio de Janeiro), Marseille Web Fest (Marseille) e LA Web Fest (Los Angeles).

## Sinopse
O ano começa conturbado para a Missão de Paz da ONU no Haiti. As pressões internas e externas para a realização das eleições presidenciais são grandes, e a desordem no país começa a ganhar tração. Em meio a este caos, a jornalista norte-americana, Rachel Clark (Cinara Diniz), é enviada para realizar uma reportagem sobre os abusos e violências cometidas por milícias rebeldes, que defendem a volta do ex-ditador ao poder, mas acaba sendo sequestrada por eles. Agora a MINUSTAH (Missão de Estabilização da ONU no Haiti), liderada pelo Exército Brasileiro, terá a missão de resgatá-la e impedir o golpe que pode colocar em risco a democracia no país.

## Elenco
Breno de Filippo
John Mick Aimé
Cinara Diniz
Marco Fugga
Isaque Ribeiro
Gabriel Marin
Gabriel Zazá
Reinaldo Meireles
Leonardo Botelho
Roberto Papatella